# セトメ アメリ
セトメ・アメリ (CETME Ameli) は、スペインの特殊素材技術研究センター（CETME, セトメ）が1974年に開発した軽機関銃である。 Ameliという名は、「Ametralladora ligera」の略称で、スペイン語で軽機関銃を意味する。

## 概要
グロスフスMG42機関銃をベースに5.56x45mm NATO弾を使用する機関銃として1974年に開発が始められ、1981年にテストが完了。1982年にMG82分隊支援火器として正式に採用された。
機構そのものはセトメ・ライフルと同じ原理のローラー遅延式が採用され、MG42に似た銃身交換式となっており、キャリングハンドル兼リアサイトとなっている部分を、45度程傾けると側面の銃身カバーが解放され、そのまま90度程傾けた後に銃身の取り外しが可能となる。連射速度は毎秒20発であるが、重さの異なるボルトに交換する事により、毎秒14～15発へ切り替え可能となっている。

## 採用国
- マレーシア: 海軍特殊部隊(PASKAL)が採用[2]
- メキシコ[3]
- スペイン[3]

## 登場作品
『レインボーシックス シージ』
「ALDA 5.56」の名称で登場。

## リンク
- Modern Firearms - Santa Barbara/CETME Ameli (Spain)
- セトメ アメリ 軽機関銃 (#N-B01180) シカゴレジメンタルス